# سمكة غاريبالدي
سمكة غاريبالدي (بالإنجليزية: Garibaldi) أو غاريبالدي دامسل (بالإنجليزية: Garibaldi damselfish) والاسم العِلمي لَها هيبسيبوبس روبيكوندوس (الاسم العلمي: Hypsypops rubicundus) هي أحد أنواع الأسماك البُرتقالية الساطِعة ضمن عائلة دامسل، ويتواجد هذا النَوع من الأسماك في المنطقة الشمالية الشَرقية شبه الاستوائية في المحيط الهادئ، وكما هوَ الحال في جميع أسماك دامِسل، فإنَّ الذُكور تُدافع عن أماكن تواجد البيَض بعد وضع الإناث لَها.

## التسمية
يُعود الاسم الشائِع غاريبالدي إلى الشَخصية العسكرية والسياسية الإيطالية جوزيبي غاريبالدي، والذي غالباً ما يرتدي أتباعه الملابس ذات اللون السقلاتي أو الأحمر.

## الوصف
تظهر الأسماك البالغة من هذا النَوع باللون البُرتقالي، وتُعتبر هذه الأسماك أكثر الأسماك عدداً ضمن عائلة دامسل، ومن الممكن أن تنمو ليصل طولها إلى 38 سم (15 إنش)، أما الأسماك الصَغيرة من هذا النَوع فهيَ تظهر بلون أَكثر حُمرة يَحتوي على بقع صغيرة ذات لون أزرق قزحي، وتختفي هذه البُقع عندَ البُلوغ، وتمتلك الأسماك البالغة أيضاً ذيل غير شفاف وَزعانف ظهرية.

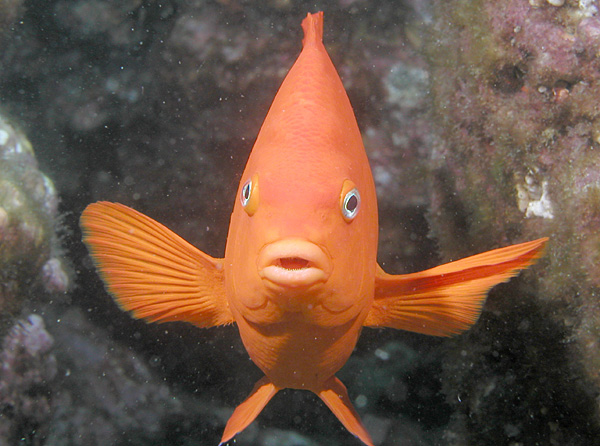
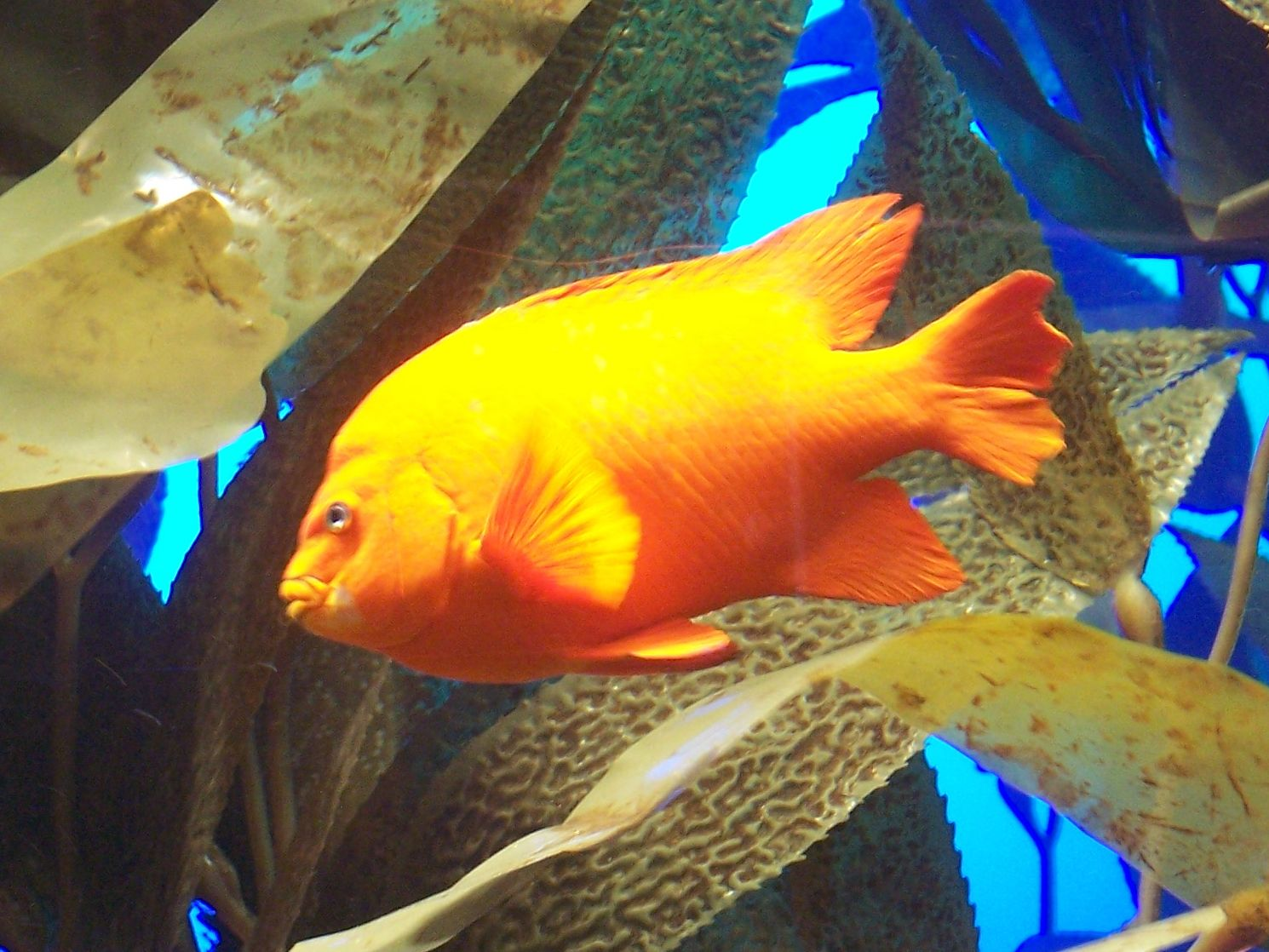
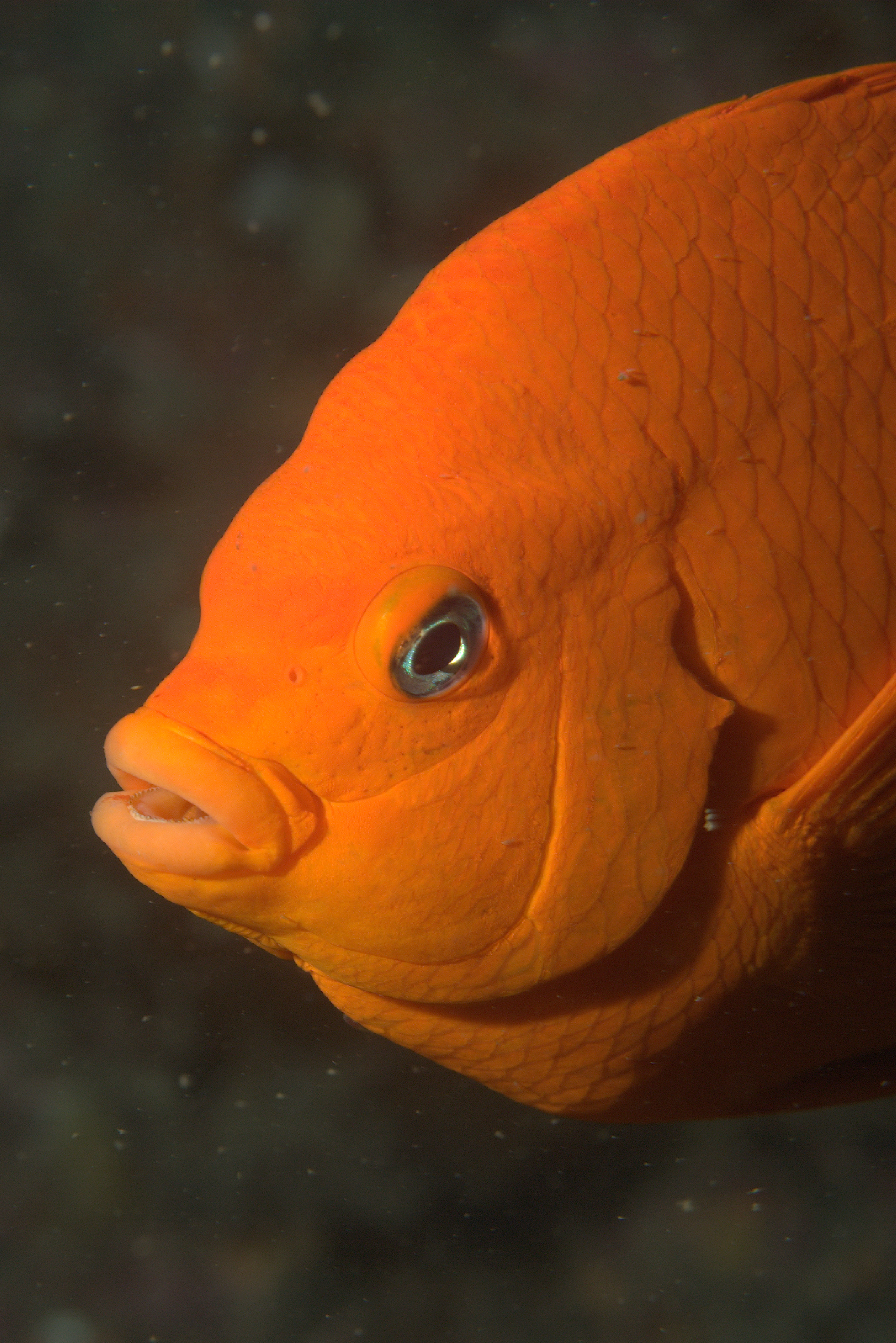

## الانتشار والموطن
تتواجد أسماك غاريبالدي في المياه على عُمق قد يصل إلى 30 متر (98 قدم)، ويعود أصلها إلى المنطقة الشمالية الشَرقية شبه الاستوائية في المحيط الهادئ، حيثُ تمتد من خليج مونتيري في كاليفورنيا إلى جزيرة غوادالوبي في ولاية باها كاليفورنيا.

## السلوك
تتغذى أسماك غاريبالدي بشكل أساسي على اللافقاريات حيثُ تقوم بإزالتها وتناولها عن الصُخور، وكغيرها من أسماك عائلة دامسل فإنَّ الأسماك البالغة تعمل على حماية منطقة الحيوان الأصلية، كما أنَّ الذُكور تعمل على تنظيف المنطقة وَحماية البَيض حتى يقفس، ويستغرق البيض من 19 إلى 21 يوم حتى يفقس، وخلال هذه الفترة تقوم الذكور بحماية مناطق تواجد البيض بالقُوة لتُبعد الأسماك الأُخرى عنها وخصوصاً الأسماك التي تأكل البيض، كما أنهُ لوحظ مُهاجمة الذكور لأسماك أكبر منها بِكثير ومُهاجمة البشر أيضاً لإبعدهم عن البيَض، حتى أنَّ بعضها قام بِعض بعض الغواصين.

## الحماية
في عام 1995 تم اعتبار سمكة غاريبالدي السَمكة الرَسمية في كاليفورينا، ويتم حمياتها بشكل أساسي في المياه الساحلية في كاليفورنيا، ويَشيع وجود هذه الأسماك مَحلياً في جزيرة سانتا كاتالينا في كاليفورنيا وَفي لا جولا كوف في سان دييغو.

## روابط خارجية
- (بالfr+en) مرجع نظام المعلومات التصنيفية المتكامل (ITIS) : TSN {{{1}}}